# Landgericht Langen
Das Landgericht Langen war von 1821 bis 1879 ein Landgericht in der Provinz Starkenburg des Großherzogtums Hessen mit Sitz in Langen.

## Gründung
Ab 1821 trennte das Großherzogtum Hessen auch auf unterer Ebene Rechtsprechung und Verwaltung. Für die Verwaltung wurden Landratsbezirke geschaffen, die erstinstanzliche Rechtsprechung Landgerichten übertragen. 
 Der Landratsbezirk Langen erhielt die Zuständigkeit für die Verwaltung einer Anzahl von Orten die aus einer ganzen Reihe von gleichzeitig aufgelösten Ämtern kamen. Das Landgericht Langen übernahm für den Bezirk die dort zuvor durch die Ämter wahrgenommenen Aufgaben der Rechtsprechung. Ausgenommen waren zunächst noch drei Orte, in denen Adeligen die Gerichtshoheit in Patrimonialgerichten ausübten. Bei dieser Verwaltungsreform konnte der Staat nämlich zunächst ausschließlich die Gerichtsbarkeit in den Teilen des Großherzogtums neu regeln, in denen er nicht durch adelige Vorrechte beschränkt war. Die Gebiete, in denen die staatliche Souveränität entsprechend weit reichte, wurden als Dominiallande bezeichnet. In den Gebieten, in denen der Adel weiterhin eigene Gerichtshoheit ausübte, als Souveränitätslande. Hier musste der Staat zunächst mit jedem der einzelnen Gerichtsherren vertragliche Vereinbarungen treffen, um die von diesen bis dahin ausgeübte Gerichtshoheit in die staatliche Rechtsprechung eingliedern zu können. Das dauerte in den einzelnen Fällen unterschiedlich lange.

## Bezirk
Der Gerichtsbezirk umfasste:
| Gemeinde                                           | Herkunft                                                                     | Zugang    | Abgang | Nach                     |
| -------------------------------------------------- | ---------------------------------------------------------------------------- | --------- | ------ | ------------------------ |
| Arheilgen                                          | Amt Darmstadt                                                                | 1821      | 1853   | Landgericht Darmstadt    |
| Bayerseich (Forstbezirk)                           | Amt Darmstadt                                                                | 1821/1853 | 1879   | Amtsgericht Langen       |
| Braunshardt                                        | Amt Darmstadt                                                                | 1821      | 1853   | Landgericht Darmstadt    |
| Dietzenbach                                        | Amt Schaafheim                                                               | 1821      | 1879   | Amtsgericht Langen       |
| Dreieichenhain                                     | Landgericht Offenbach                                                        | 1853      | 1879   | Amtsgericht Langen       |
| Egelsbach                                          | Amt Kelsterbach                                                              | 1821      | 1879   | Amtsgericht Langen       |
| Eppertshausen einschließlich Forsthaus Thomashütte | Patrimonialgericht der Grafen von Lerchenfeld vormals: Groschlag von Dieburg | 1825      | 1879   | Amtsgericht Langen       |
| Erzhausen                                          | Amt Darmstadt                                                                | 1821      | 1853   | Landgericht Darmstadt    |
| Götzenhain                                         | Landgericht Offenbach                                                        | 1853      | 1879   | Amtsgericht Langen       |
| Gräfenhausen                                       | Amt Darmstadt                                                                | 1821      | 1853   | Landgericht Darmstadt    |
| Kelsterbach                                        | Amt Kelsterbach                                                              | 1821      | 1879   | Amtsgericht Langen       |
| Langen                                             | Amt Kelsterbach                                                              | 1821      | 1879   | Amtsgericht Langen       |
| Messel                                             | Patrimonialgericht der Freiherren von Albini                                 | 1822      | 1853   | Landgericht Darmstadt    |
| Messenhausen (Messenhäuser Höfe)                   | Patrimonialgericht der Freiherren von Frankenstein                           | 1822      | 1879   | Amtsgericht Langen       |
| Mörfelden                                          | Amt Kelsterbach                                                              | 1821      | 1879   | Amtsgericht Langen       |
| Nieder-Roden                                       | Amt Dieburg                                                                  | 1821      | 1853   | Landgericht Seligenstadt |
| Ober-Roden                                         | Amt Dieburg                                                                  | 1821      | 1853   | Landgericht Seligenstadt |
| Offenthal                                          | Landgericht Offenbach                                                        | 1853      | 1879   | Amtsgericht Langen       |
| Philippseich                                       | Landgericht Offenbach                                                        | 1853      | 1879   | Amtsgericht Langen       |
| Schneppenhausen                                    | Amt Darmstadt                                                                | 1821      | 1853   | Landgericht Darmstadt    |
| Sensfelder Hof                                     | Amt Darmstadt                                                                | 1821      | 1853   | Landgericht Darmstadt    |
| Sprendlingen                                       | Landgericht Offenbach                                                        | 1853      | 1879   | Amtsgericht Langen       |
| Urberach                                           | Landgericht Offenbach                                                        | 1853      | 1879   | Amtsgericht Langen       |
| Walldorf                                           | Amt Kelsterbach                                                              | 1821      | 1879   | Amtsgericht Langen       |
| Weiterstadt                                        | Amt Darmstadt                                                                | 1821      | 1853   | Landgericht Darmstadt    |
| Wixhausen                                          | Amt Darmstadt                                                                | 1821      | 1853   | Landgericht Darmstadt    |

## Weitere Entwicklung
1822 traten die Freiherren von Frankenstein ihr Patrimonialgericht über die Messenhäuser Höfe an den Staat ab. Dieser ordnete den Ort dem Landgericht Langen zu.
Ebenfalls 1822 trat die Freifrau von Albini zu Dieburg die Ausübung ihrer Rechte in Messel an den Staat ab, der sie in ihrem Namen ausübte. Auch dieser Ort gehörte nun zum Landgericht Langen.
1825 trat die Gräfin Lerchenfeld ihre Rechte an dem Patrimonialgericht Eppertshausen an den Staat ab. Auch dieser Ort gehörte nun zum Landgericht Langen.
Durch mehrere Verwaltungsreformen, 1832, 1848 und zuletzt 1852 hatten sich nicht nur die Bezeichnungen der Verwaltungsbezirke, sondern auch deren Grenzen geändert. Um das wieder anzugleichen, revidierte das Großherzogtum 1853 in den Provinzen Starkenburg und Oberhessen umfassend die Zuständigkeitsbereiche der Gerichte. Die Folge waren auch umfangreiche Änderungen für den Sprengel des Landgerichts Langen (siehe Übersicht).

## Ende
Mit dem Gerichtsverfassungsgesetz von 1877 wurden Organisation und Bezeichnungen der Gerichte reichsweit vereinheitlicht. Zum 1. Oktober 1879 hob das Großherzogtum Hessen deshalb die Landgerichte auf. Funktional ersetzt wurden sie durch Amtsgerichte. So ersetzte das Amtsgericht Langen das Landgericht Langen. „Landgerichte“ nannten sich nun die den Amtsgerichten direkt übergeordneten Obergerichte. Das Amtsgericht Langen wurde dem Bezirk des Landgerichts Darmstadt zugeordnet.